# The Tokens
 (août 2021).
Si vous disposez d'ouvrages ou d'articles de référence ou si vous connaissez des sites web de qualité traitant du thème abordé ici, merci de compléter l'article en donnant les références utiles à sa vérifiabilité et en les liant à la section « Notes et références ».

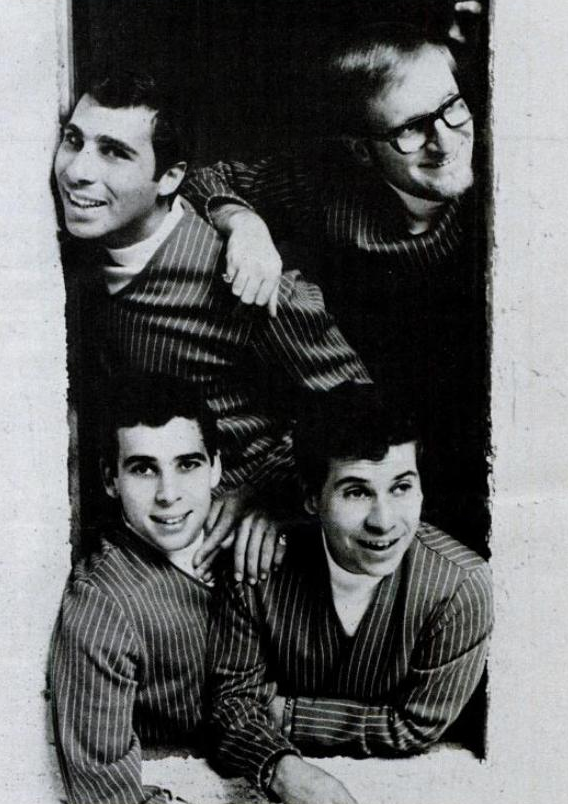
Photo promotionnelle de The Tokens en 1967.

The Tokens est un groupe américain de doo-wop, originaire de Brooklyn. Ils se sont rendus célèbres par leur interprétation de The Lion Sleeps Tonight en 1961.

## Discographie
- (1961) The Lion Sleeps Tonight
- (1962) We, the Tokens, Sing Folk
- (1964) Wheels
- (1966) I Hear Trumpets Blow
- (1966) The Tokens Again
- (1967) Back to Back
- (1967) It's A Happening World
- (1970) Greatest Moments
- (1971) Both Sides Now
- (1971) December 5
- (1971) Intercourse
- (1973) Cross Country
- (1988) Re-Doo-Wopp
- (1993) Oldies Are Now
- (1995) Merry Merry
- (1996) Tonight The Lion Dances
- (1999) Unscrewed

## En tant que producteurs
The Tokens étaient aussi producteurs. Voici quelques chansons qu'ils ont produites :
- He's So Fine par The Chiffons
- One Fine Day par The Chiffons
- Denise par Randy & The Rainbows
- See You In September par The Happenings
- I Got Rhythm par The Happenings
- Go Away Little Gir] par The Happenings
- Candida par Tony Orlando and Dawn
- Knock Three Times par Tony Orlando and Dawn
- Tie a Yellow Ribbon Round the Ole Oak Tree par Tony Orlando and Dawn
- King of Fuh par Brute Force

### Membres au début du groupe
- Jay Siegel
- Mitch Margo
- Neil Sedaka
- Philip Margo
- Hank Medress
- Joe Venneri

## Liens
- Site officiel
- Ressources relatives à la musique :   - AllMusic
  - Billboard
  - Discogs
  - Last.fm
  - MusicBrainz
  - Muziekweb
  - Rate Your Music
  - Songkick
- Ressource relative à l'audiovisuel :   - IMDb